# Палаццо Контарини-даль-Дзаффо (Каннареджо)
Палаццо Контарини-даль-Дзаффо (итал. Palazzo Contarini Dal Zaffo) — дворец в Венеции на Гранд-канале, расположенный в сестиере (районе) Каннареджо в северной части города, неподалеку от церкви Мадонна-дель-Орто. Построен в XVI веке по заказу знатной венецианской семьи Контарини. Внутри здания, как и в одноимённом дворце на Гранд-канале, сохранились фрески венецианского живописца Джованни Доменико Тьеполо, старшего сына выдающегося мастера Джованни Баттисты Тьеполо.

## История
Название палаццо связано с именем заказчика Джорджо Контарини, первого герцога Яффо (Herzog von Jaffa), на венецианском диалекте: Дзаффо (Zaffo). Дворец считается местом рождения известного дипломата и богослова Гаспаро Контарини. Ныне это венецианская резиденция приюта «Малый Дом Божественного Попечения» (Piccola casa della Divina Provvidenza), также известного как «Коттоленго» по имени основателя приюта в 1828 году Святого Джузеппе Бенедетто Коттоленго. Дворец используется в церковных и благотворительных целях, в правом крыле находится дом престарелых.

## Архитектура
Фасады дворца в три этажа имеют простой и скромный характер. Между двумя, симметрично расположенными порталами расположен герб семьи Контарини. Позади здания имеется большой сад (giardino), обращённый к северной стороне города, откуда открывается вид на лагуну.
Внутри дворца имеются фрески венецианского живописца Джованни Доменико Тьеполо, старшего сына выдающегося мастера Джованни Баттисты Тьеполо, в помещении, которое в наше время является домашней капеллой, но во времена Контарини они украшали жилые комнаты.

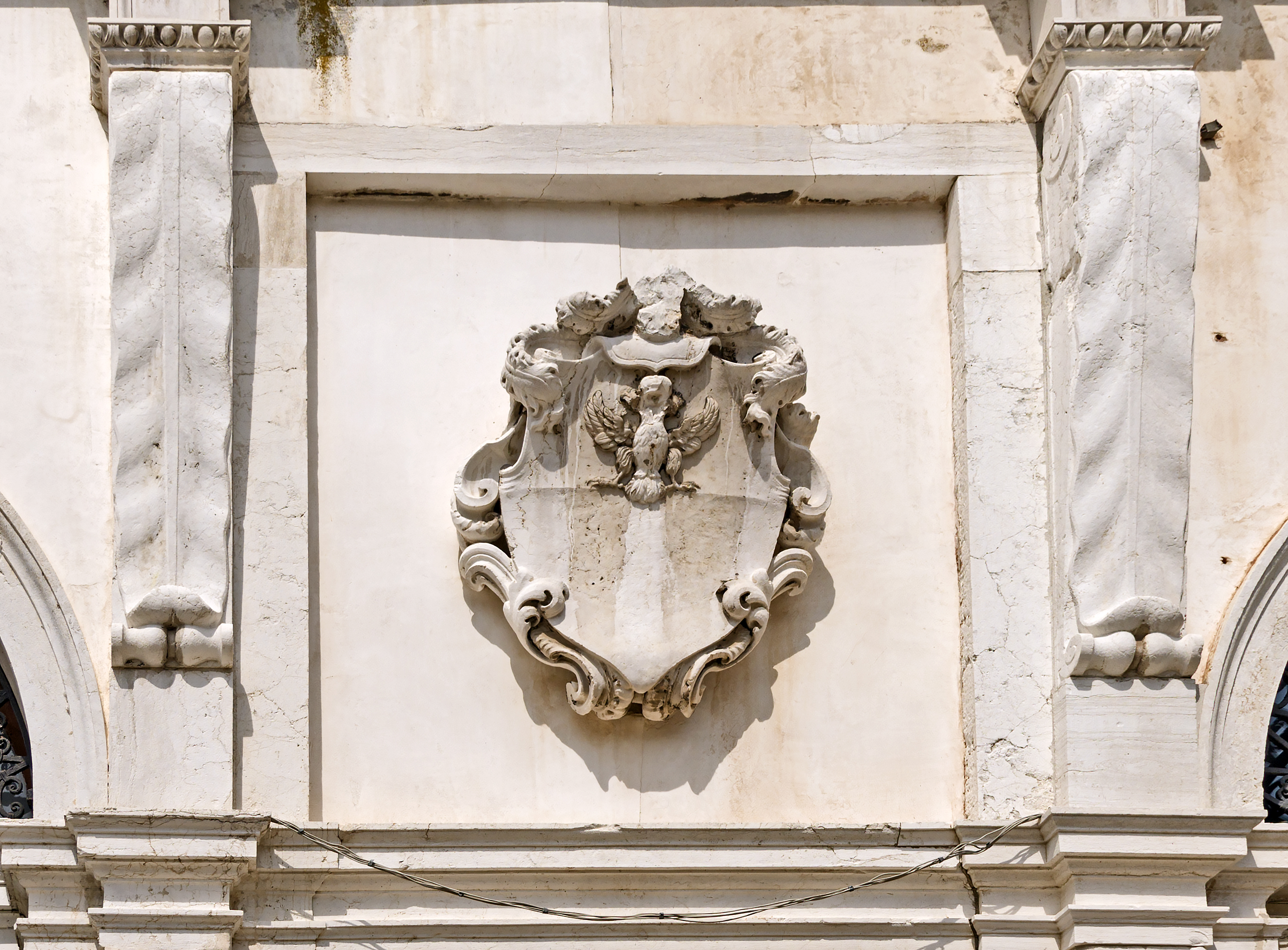
Герб семьи Контарини на фасаде дворца
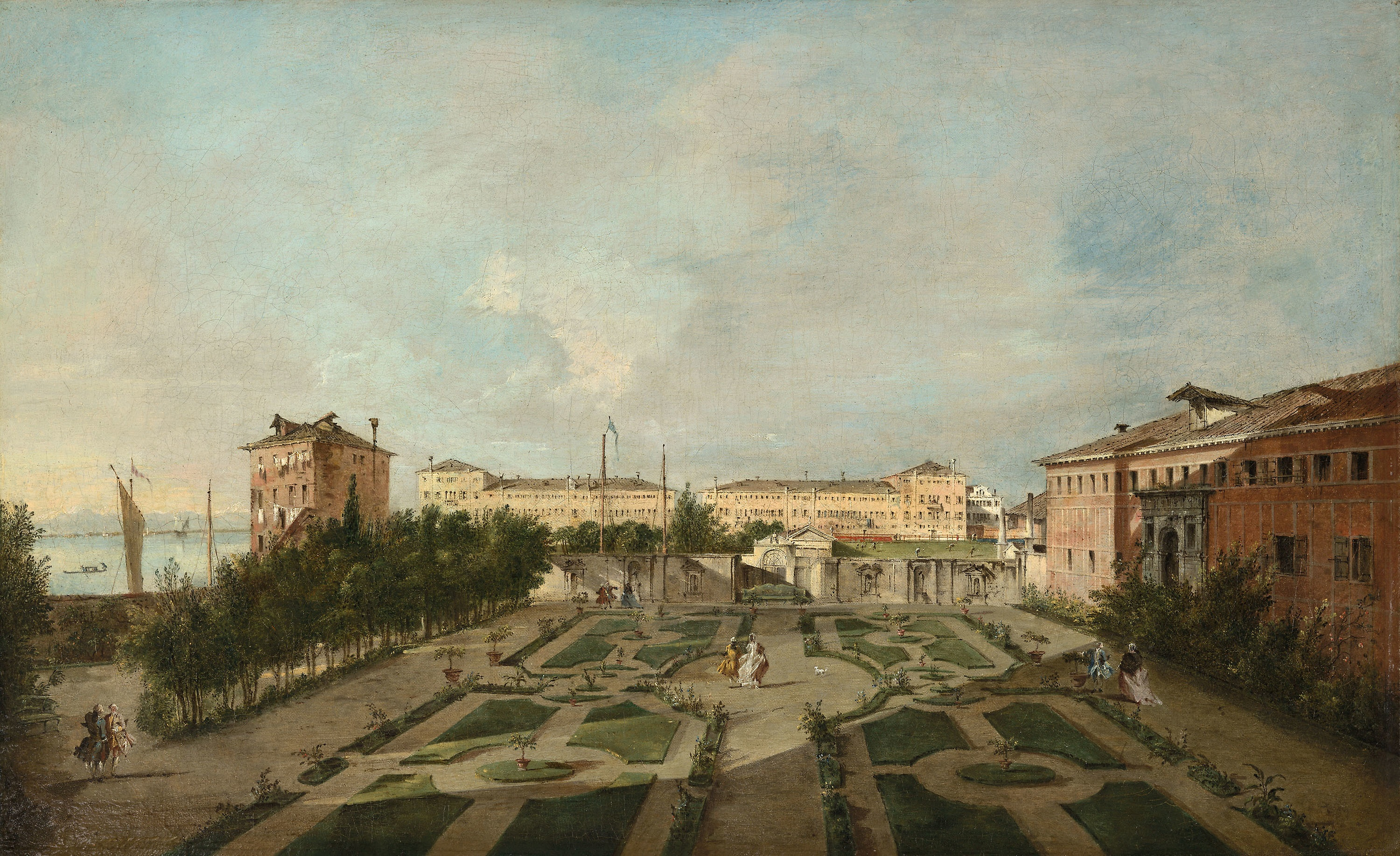
Ф. Гварди. Сад Палаццо Контарини даль Дзаффо. Между 1775 и 1785 гг. Холст, масло. Чикагский институт искусств
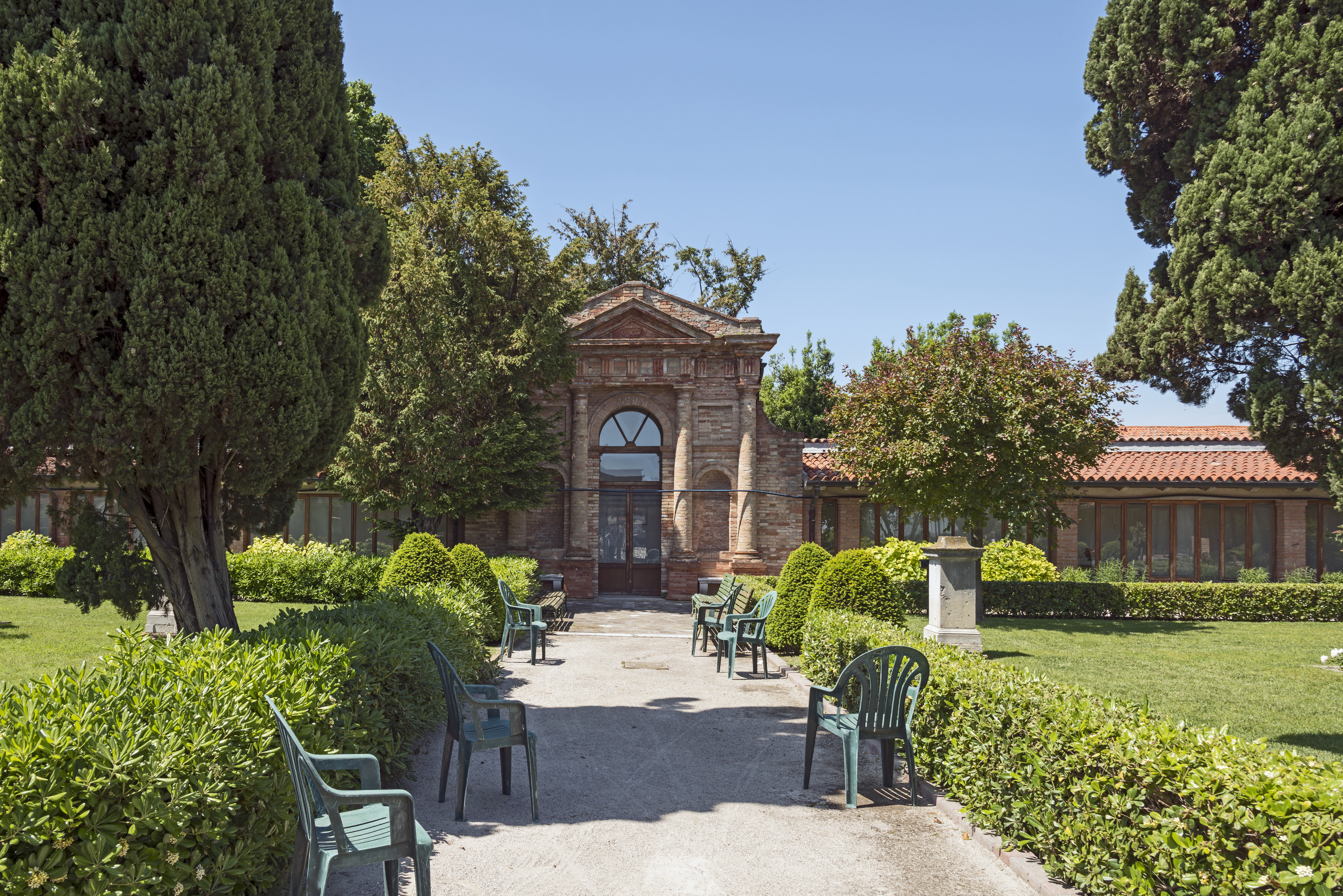
Сады Палаццо Контарини
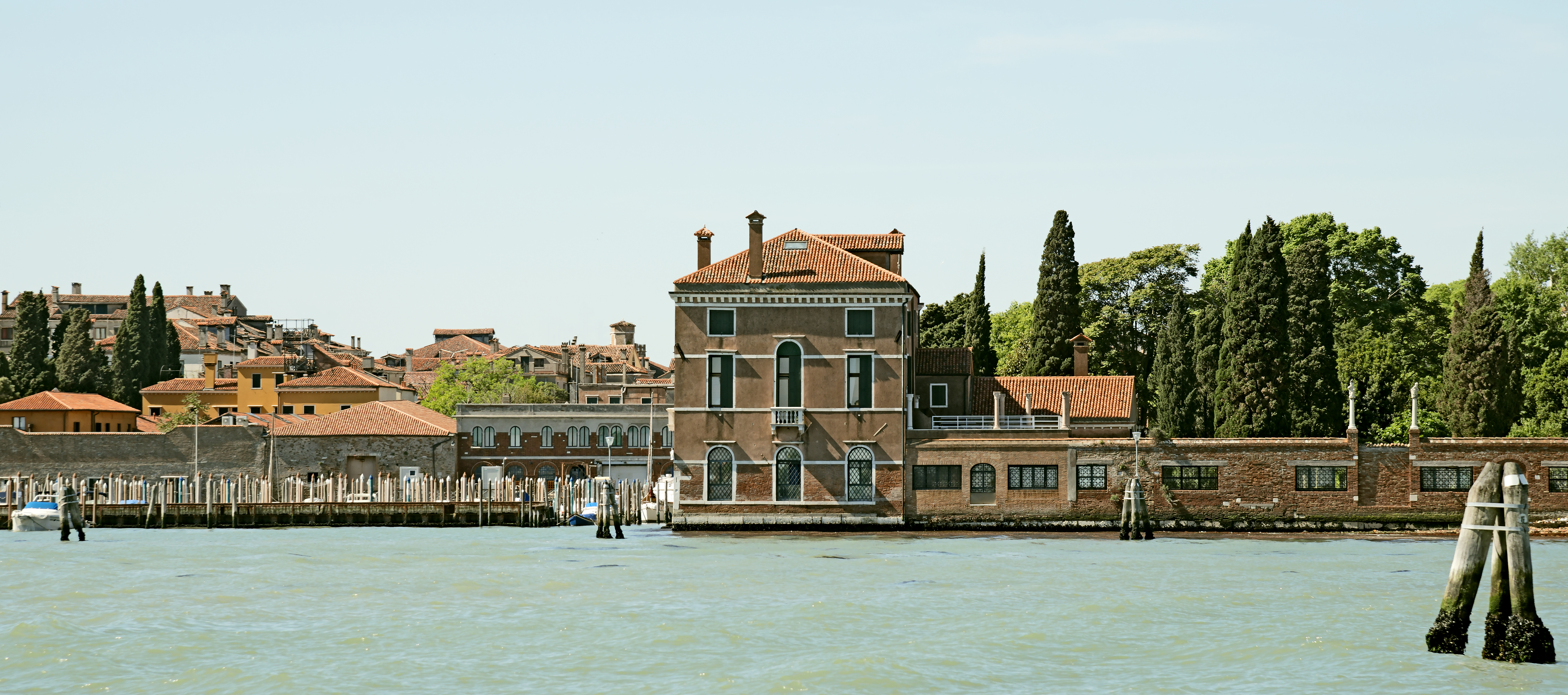
«Казино духов» (Casino degli Spiriti) с северной стороны палаццо
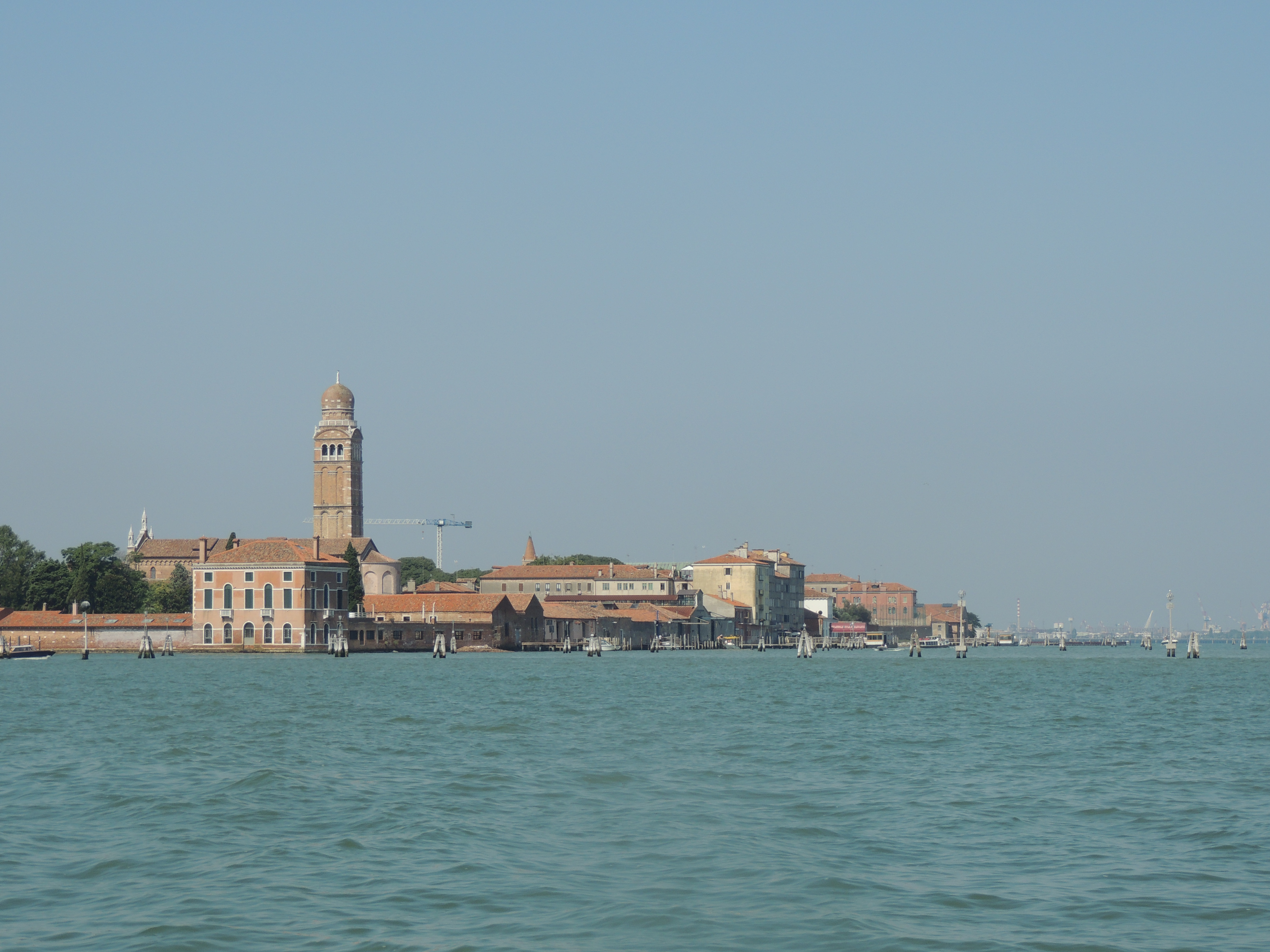
«Казино духов» на фоне церкви Мадонна-дель-Орто. Вид с лагуны